# Greatest Hits (musikalbum av Queen)
Greatest Hits är ett samlingsalbum av Queen första gången utgivet 1981. Låtarna är gjorda mellan 1971 och 1981. Freddie Mercury skrev 10 av låtarna, Brian May skrev 5 och John Deacon 2.

## Låtlista
| Nr           | Titel                          | Kompositör   | Längd |
| ------------ | ------------------------------ | ------------ | ----- |
| 1.           | Bohemian Rhapsody              | Mercury      | 5:56  |
| 2.           | Another One Bites the Dust     | Deacon       | 3:37  |
| 3.           | Killer Queen                   | Mercury      | 3:02  |
| 4.           | Fat Bottomed Girls             | May          | 3:26  |
| 5.           | Bicycle Race                   | Mercury      | 3:03  |
| 6.           | You're My Best Friend          | Deacon       | 2:52  |
| 7.           | Don't Stop Me Now              | Mercury      | 3:31  |
| 8.           | Save Me                        | May          | 3:49  |
| 9.           | Crazy Little Thing Called Love | Mercury      | 2:45  |
| 10.          | Somebody to Love               | Mercury      | 4:58  |
| 11.          | Now I'm Here                   | May          | 4:15  |
| 12.          | Good Old-Fashioned Lover Boy   | Mercury      | 2:55  |
| 13.          | Play the Game                  | Mercury      | 3:32  |
| 14.          | Flash                          | May          | 2:51  |
| 15.          | Seven Seas of Rhye             | Mercury      | 2:50  |
| 16.          | We Will Rock You               | May          | 2:02  |
| 17.          | We Are the Champions           | Mercury      | 3:02  |
| Total längd: | Total längd:                   | Total längd: | 58:26 |